# 大果櫟
大果櫟（学名：Quercus macrocarpa）是一種殼斗科櫟屬櫟亞屬櫟組（又名白櫟組）的植物。大果櫟原生於北美洲的溫帶地區，即美國東部及中西部、以及加拿大的中南部，從阿巴拉契亞山脈開始，由西到中部的北美大平原，再延伸往德薩斯州中部，橫跨加拿大南部的緬、安、魁三省，直到大西洋海岸海洋省的新不倫瑞克省南部，再沿岸南下到美國的特拉華州。大果櫟亦是艾奧瓦州的州樹。在中國，其生長地可在北至遼寧南部，南至四川中部、湖南東北部、江西西北部、安徽、江蘇區域內生長。
大果櫟是一種體型很大的落葉植物，一般可達30公尺高，最高甚至可逹37公尺，直徑可達三公尺。有報導指有人曾見過更高的大果櫟，但未經證實。大果櫟是一種生長比較緩慢的櫟樹，在樹還是年輕時，一年的生長速度只有30厘米。一棵樹齡有20年的大果櫟，可有六公尺高。大果櫟可存活至200到300多歲，甚至可能會更長。樹皮的顏色為中灰色，而且並不平滑。

## 外部連結
- 大果櫟在冬季時的照片

1. ↑  Thomas C. Harrington, Doug McNew & Hye Young Yun (2012) Bur oak blight, a new disease on Quercus macrocarpa caused by Tubakia iowensis sp. nov., Mycologia, 104:1, 79-92, DOI: 10.3852/11-112